# Костел Святого Віта (Чеський Крумлов)

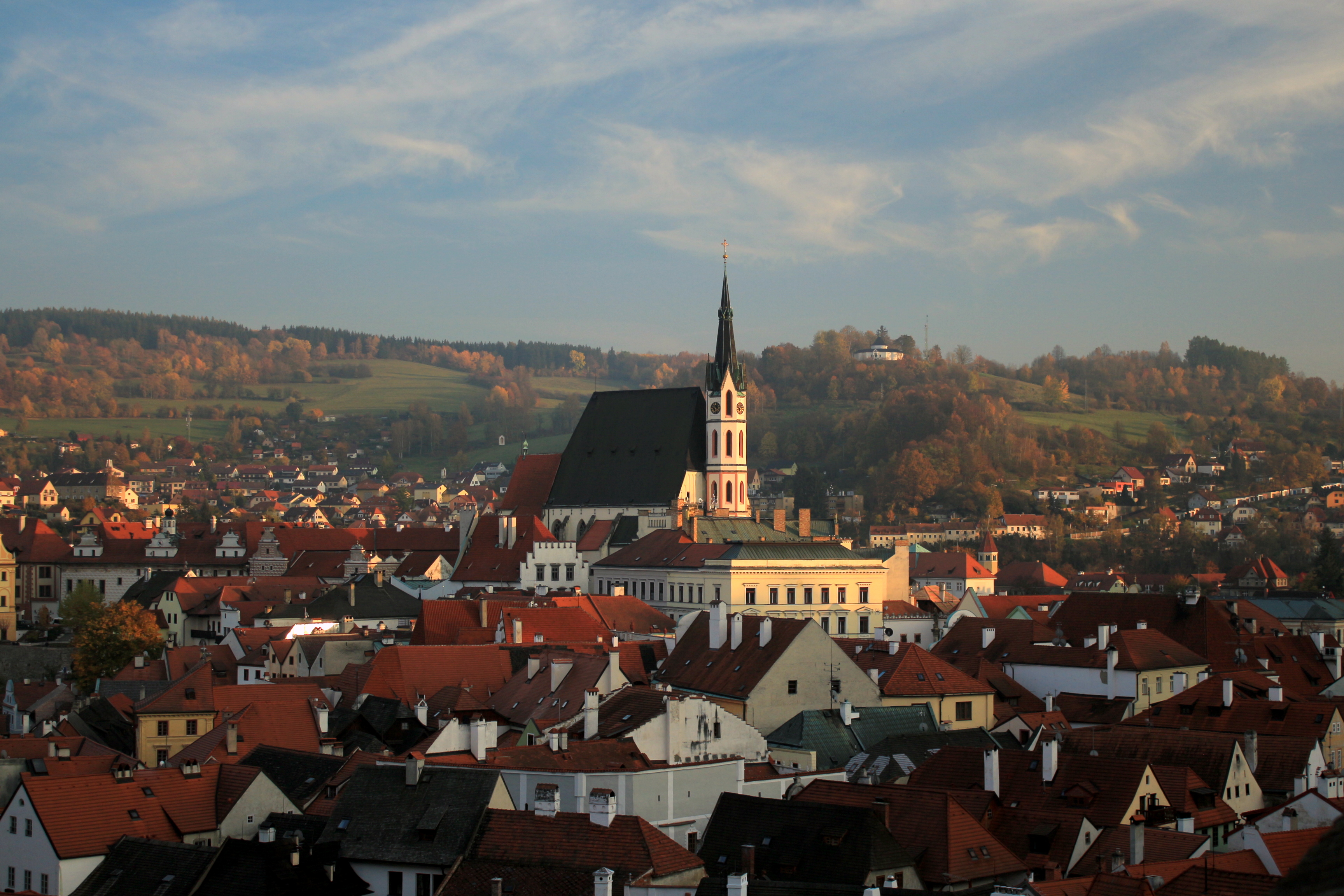
Костел святого Віта та історичний центр, Чеський Крумлов

Костел Святого Віта (чеськ. Kostel svatého Víta) — готичний католицький парафіяльний храм ческокрумловської парафії єпархії Чеські Будєйовиці. Розташований на прибережному мису над Влтавою в історичному центрі міста Чеський Крумлов (Чехія). Поруч із Крумловським замком є однією з домінант міста. Храм входить до складу об'єкту світової спадщини ЮНЕСКО в Чехії («Історичний центр міста Чеський Крумлов», від 1992 року), а також є національною пам'яткою культури Чеської Республіки (від 1995).

## Історія

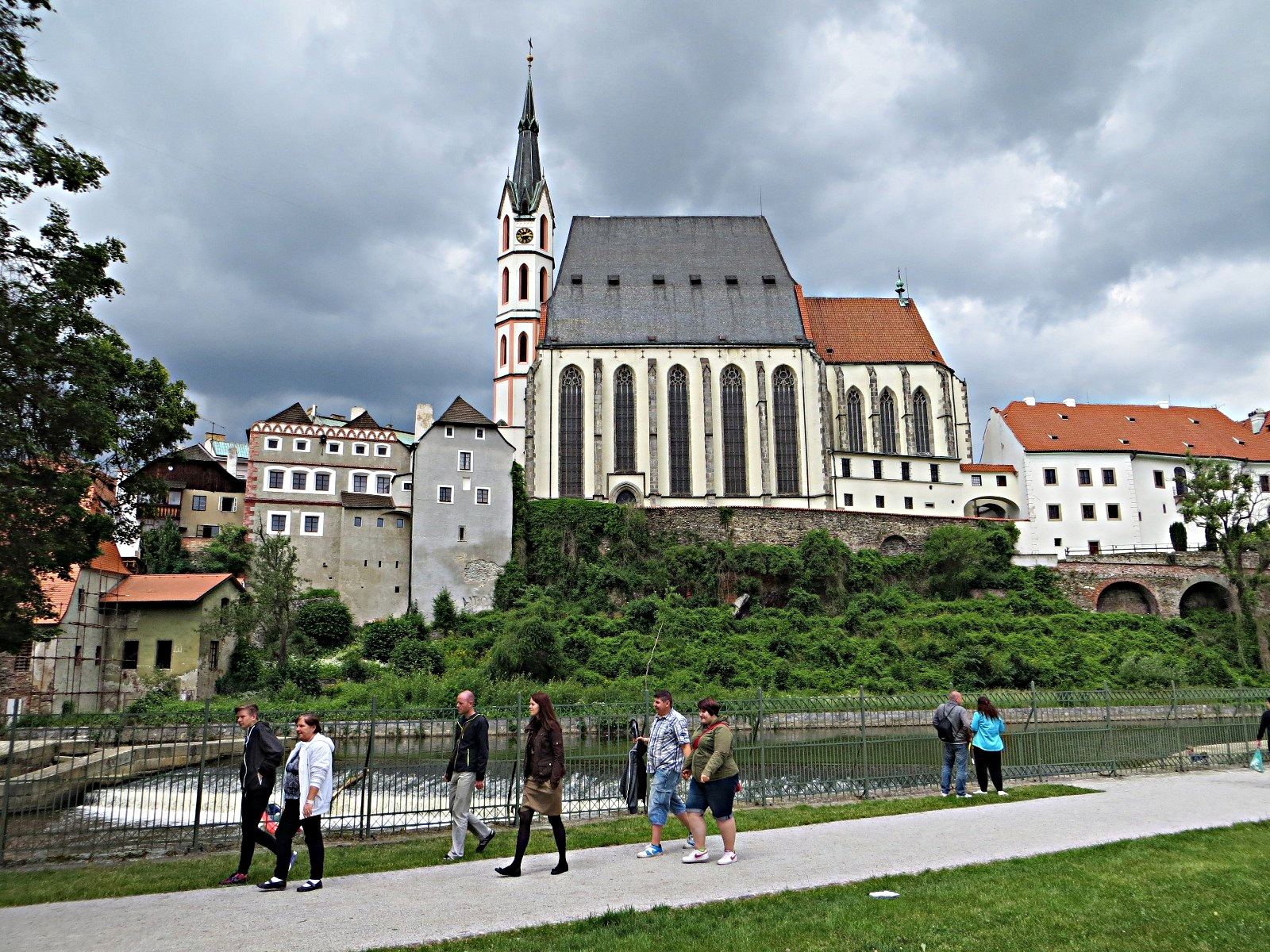
Південний фасад костелу святого Віта

Історія та архітектурний розвиток храму пов'язані перш за все з двома панськими родами: Рожмбергами та Шварценбергами, які зробили Чеський Крумлов своєю резиденцією, а таким чином костел святого Віта — головною святинею Рожмберзького домену й Крумловського герцогства. Храм декілька разів реконструювали за влади Еггенбергів.

#### XIV—XV століття
Перший костел на сучасному місці почали будували вже в 1309 році, адміністративна будівля парафії була збудована в 1317 році Петром І з Рожмберка, а в 1340 році відбулась реконструкція під керівництвом майстра Лінгарта. Однак головна, монументальна реконструкція розпочалась аж за влади Рожмберга Їндржіха III. Тоді споруда вже не могла вміщувати всіх віруючих міста, що постійно розросталося, тому потрібно було побудувати нову. Сучасний храм таким чином є з 1407—1438 років, побудований на оригінальному фундаменті, а кладка нефу, наприклад, є з другої половини 14. століття. Зі збереженої угоди між парафіяльним священиком Гостиславом та майстром Яном відомо, що планувалося, щоб в основі склепіння було вісім колон, як у храмі святого Іллі в Мілевську, а саме склепіння було сітчасте (на манер склепіння собору Святого Віта в Празі, спроектованого Петром Парлержем). Документ свідчить і про точну кількість замкових каменів у склепінні: 23 знаходились у пресбітерії, 15 — у захристії, 2 — у просторі над нею, 30 — у головному нефі, по 5 — у хрестових склепіннях південного та північного нефів. Сітчасте склепіння було зроблене з каменю, тоді як хрестове — з цегли. Склепіння дійсно спиралося на вісім колон, але не круглих, як розраховувалось: 4 були зроблене восьмигранними, інші 4 — у формі готичних чотирилисників. Будівництво костелу значно затяглося. Хоча майстер Ян Станєк, член празької родини каменярів, будівництво розпочав, та з невідомих причин не взяв участь у його закінченні. Кошти на будівництво надходили не тільки від панів з Рожмберка, але й із пожертвувань. Костел освятив єпископ Леонард з Лаймінгу в 1439 році.

#### XVI—XVII століття
До 1500 року була побудована емпора, а пізніше — рожмберзький мавзолей і новий вівтар, увінчаний скульптурою Рожмберзького вершника (чес. Rožmberský jezdec). Від 1591 року костел був під патронатом єзуїтського колегіума. Після смерті Петра Вока в 1611 році зусиллями єзуїтів скульптура рожмберзького вершника була вилучена з храму, а ще через десять років ректор крумловського єзуїтського колегіума Альбрехт Хановський звелів вилучити з храму й мармурові надгробки Вілема й Анни Марії з Рожемберка. Це викликало бурхливі протести дружини Вілема й архієпископа, завдяки чому надгробки залишилися на місці.
У 1670 році ческокрумловське духовенство ініціювало створення нового головного вівтаря костелу святого Віта. Роботи розпочалися видаленням теракотових скульптур, поставлених за наказом Петра Вока з Рожмберка. Цього разу незадоволення висловив герцог Крумловський Йоганн Кристиан І фон Еггенберг. Сперечання між герцогом і духовенством щодо зовнішнього вигляду нового головного вівтаря продовжувались до 1683 року.

#### XVIII століття
Наступний герцог Крумловський Адам Франц цу Шварценберг зі своєю дружиною Елеонорою Амалією з Лобковиць у 1724—1726 роках звів у костелі святого Віта каплицю святого Яна Непомуцького, якого проголосив покровителем свого роду. Кардинал Фрідріх цу Шварценберг помістив до каплиці частину плечової кістки святого Яна Непомуцького у срібному реліквіарії.

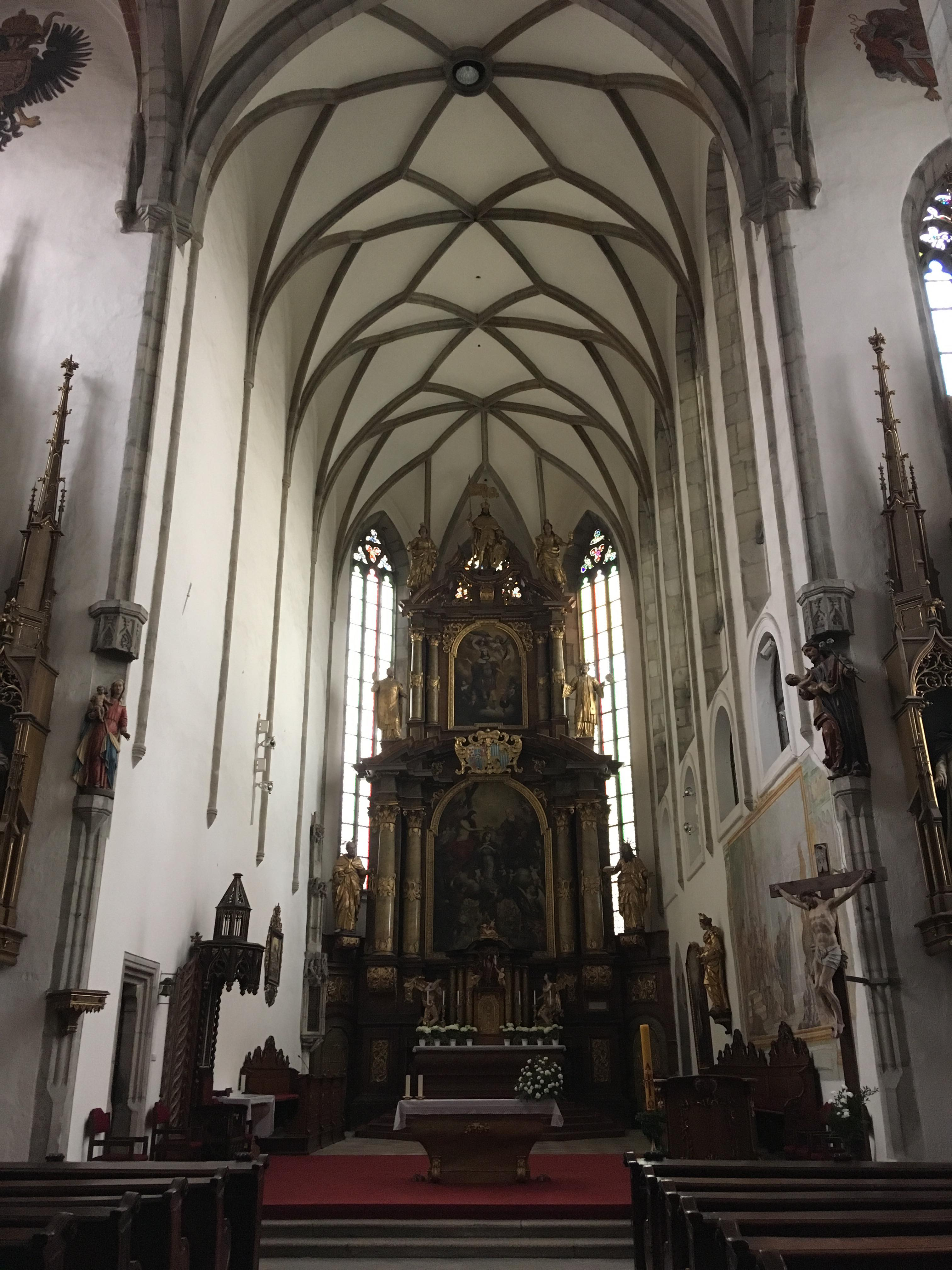
Головний вівтар

До 1783 року в храмі було безліч бокових вівтарів «станової честі», створених коштами різних міських ремісничих цехів (чоботарів, кравців, пивоварів, м'ясників, теслів, каменярів, пекарів білого та пекарів чорного хліба, ковалів тощо). Але потім створили чотири «спільні» бокові вівтарі в неоготичному стилі.

#### XIX століття
У 1893—1894 рр. у результаті реконструкції цибулинна вежа набула восьмикутної форми, тобто сучасного неоготичного вигляду. У наш час в костелі відбуваються богослужіння та іноді концерти класичної музики.

### Каплиця святого Єроніма (1389—1787)
Від заснування Чеського Крумлова поруч жили чесько- й німецькомовні жителі. Оскільки проповіді відбувалися чеською мовою, німецькі віруючі почали вимагати від Рожмберків проповідей і німецькою мовою. З цією метою від 1389 року до доби, коли німецькі казання перемістилися до костелу святого Йошта, на Костельній вулиці (чес. Kostelní ulice) існувала каплиця святого Єроніма. За йосифізму каплиця була продана в 1787 році.

### Цвинтар
До 1585 року костел був почасти оточений цвинтарем. Але під час чуми через брак площі, той цвинтар перемістили на місце сучасного міського парку коло каплиці святого Мартіна.

## Опис будівлі

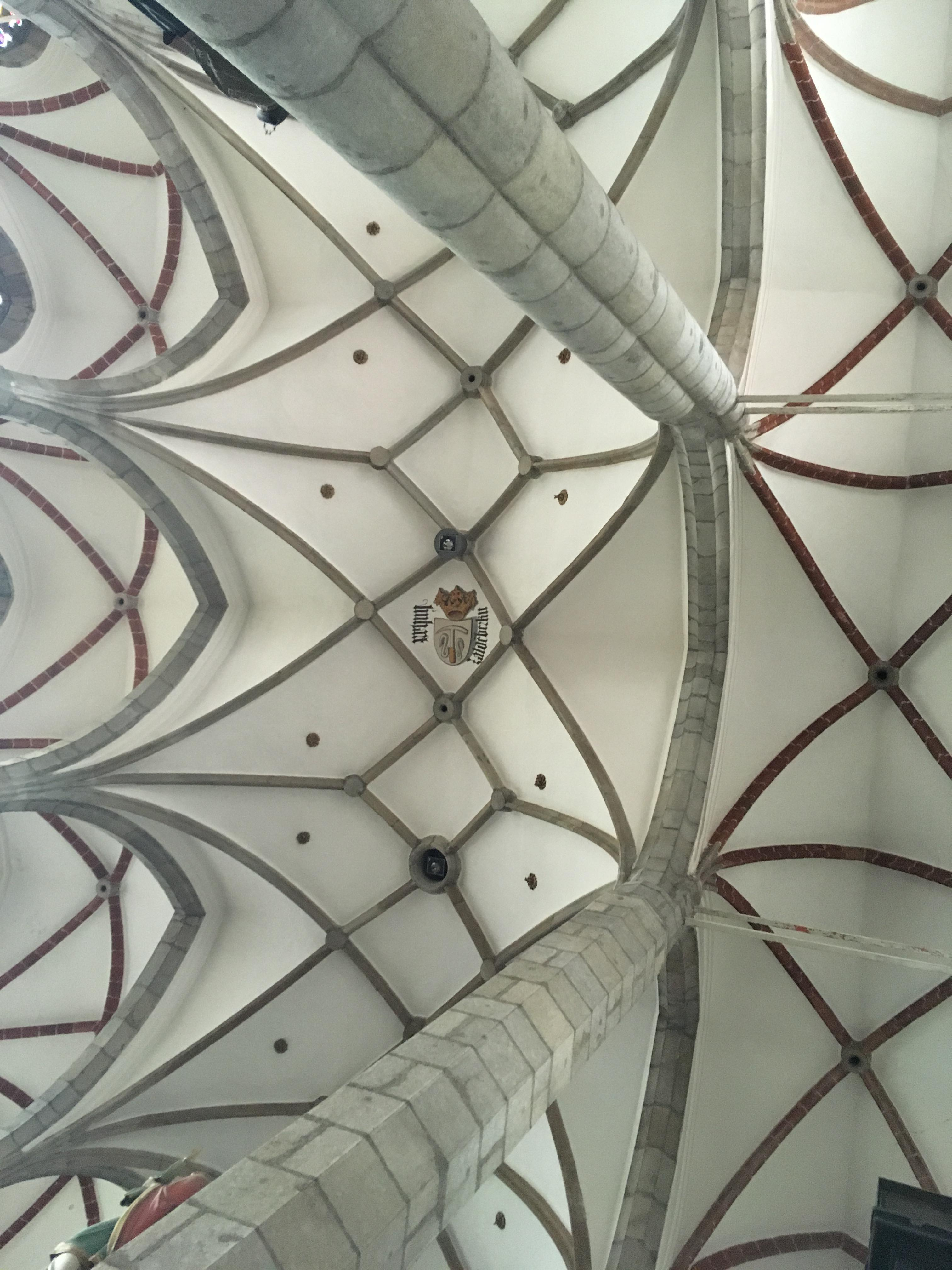
Склепіння в пресбітерії

Споруда є заловим потрійним костелом з подовженим пресбірерієм з п'ятикутним закінченням, вежею на осі західного фасаду, прямокутною захристією та передпокоєм із вхідним порталом на північній стороні.
Склепіння пресбітерію — сітчасте. Ребра спираються на нервюри циліндричного профілю. Нервюри закінчуються на рівні нижньої грані вікон консолями пірамідальної форми. В закінченні за вівтарем є простий двосхилий портал.  До північної захристії також веде двосхилий портал.
Північна захристія перекрита варіацією міленського склепіння з 1425 року. Ребра вибігають з фігуральних консолей. Приміщення в поверсі над захристією перекрито хрестовим склепінням з консолями пірамідальної форми. Південна захристія є молодша (з 1637 року) й перекрита хрестовим склепінням з ліпними ребрами; в поверсі знаходиться ораторія з плоскою стелею з другої половини 18. століття.
Пресбітерій відділений від головного нефу стрілчастою тріумфальною аркою; могутня є лише верхня арка, далі донизу збігають тонкіші ребра з балдахінами з вкладеними скульптурами.
В західній частині є варта уваги пізньоготична емпора, яку підпирають «пучки колон». Простір під емпорою перекриває сітчасте склепіння. На емпору веде двосхилий портал з 1510 року.
Північний портал готичний, щедро профільований, приблизно з 1410 року, а дерев'яні різьблені двері — з кінця 17. століття. Передпокій перед порталом перекритий сітчастим склепінням під час реконструкції в 1900 році.

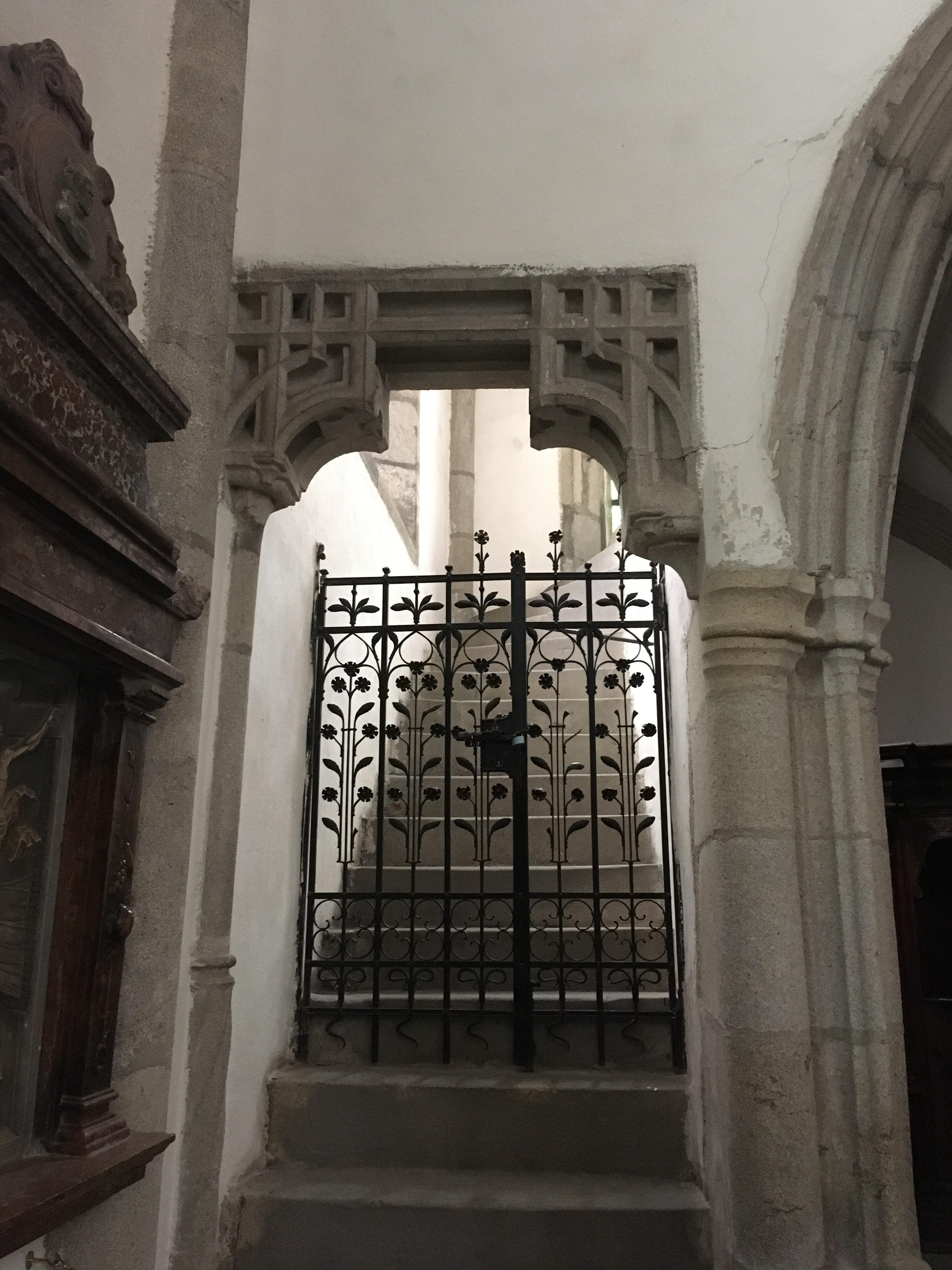
Портал до емпори

До костелу прибудовані дві каплиці: барокова каплиця святого Яна Непомуцького (1725 рік, автор — А. Е. Мартінеллі, оздоба склепіння сучасна) та каплиця Воскресіння (спочатку готична, пізніше реконструйована на барокову й розписана Франтішком Якубом Прокишем в 1777році). Входи до обидвох каплиць обрамляють напівкругле арки.

### Гробниці крумловських панів

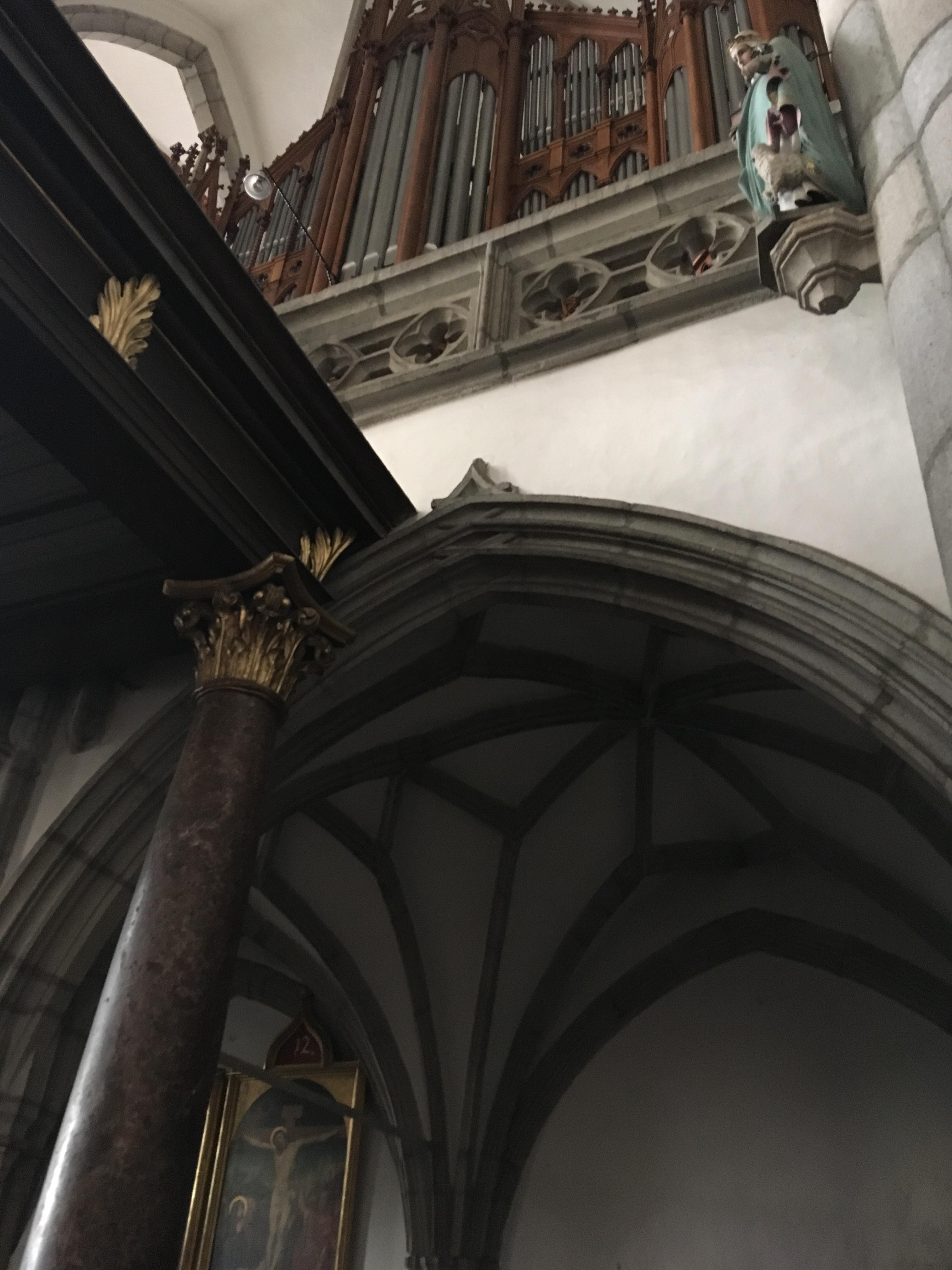
Емпора

Після відкриття гробниці було знайдено рештки:
- Вілема з Рожмберка
- Анни Марії з Рожмберка
- Марії Йогани зі Шварценбергу, родички Марії Ернестіни з Еггенберка, уроджене фон Шварценберг, 7. герцогині крумловське
- Йозефа Франциска зі Шварценбергу, 9. герцога крумловського

Олов'яні труни Вілема й Анни Марії Баденське замінили дубовими й знову сховали до підземного склепу. Надземна частина була розібрана, а колони пізніше використали на будівництві балдахіна для купелі, а надгробки Вілема й Анни, спочатку поставлені перед вівтарем, потім приєднали до каплиці святого Яна Непомуцького.
У гробниці Вілема з Рожмберка було тимчасово поховане тіло 3. герцога крумловського Яна Кристиана І з Еггенберга, тим не ненш його було ексгумовано й перевезено до Граца, де його поховали в родовій гробниці Еггенбергів.

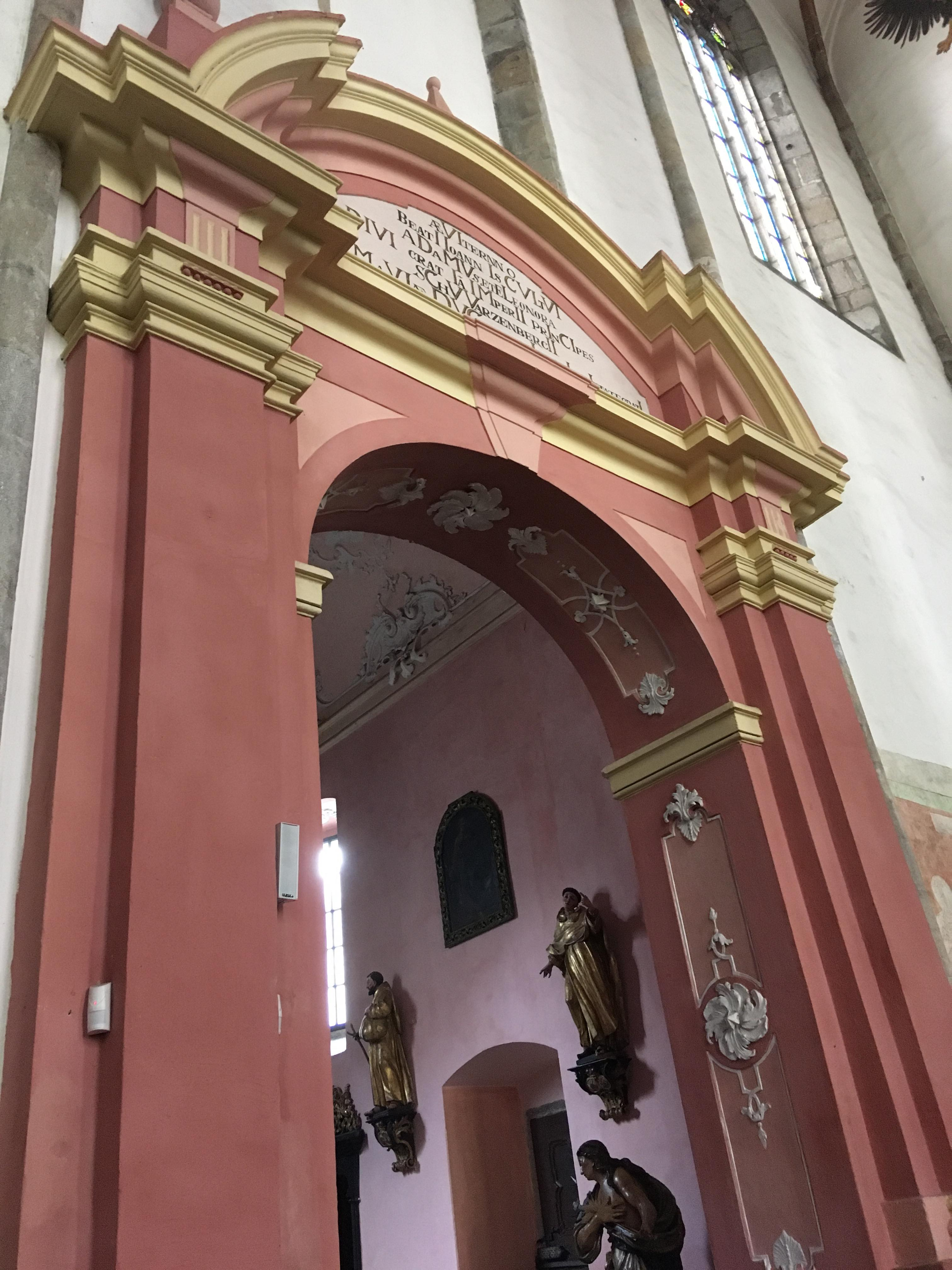
Бароковий портал однієї з каплиць

### Гробниця сердець Шварценбергів, герцогів крумловських
Останнім бажанням Елеонори Амалії, дружини першого герцога крумловського з роду Шварценбергу, князя Адама Франтішка, було спочити в нещодавно побудованій каплиці святого Яна Непомуцького. Її син, князь і герцог Йозеф І Адам виповнив це бажання. Після процесії, коли її тіло у простій труні віднесли до костелу незаможні в знак співчуття найбіднішим, її поховали в тій каплиці. В той самий час у лівій стіні каплиці витесали малий склеп, до якого поклали біля себе серця обидвох батьків Йозефа: Елеонори Амалії й Адама Франтішка. Так започаткували традицію, згідно з якою серця крумловських герцогу та їхніх дружин вкладали до тієї гробнички. Гробницю сердесь перекриває плита чорного мармуру, на якій витесано латинський текст:  CORDA HIC CONDITA ADAMI ET ELEONORAE CONJ. PRINCIPUM DE SCHWARZENBERG CRUMLOVI DUCUM. JOSEPHUS PARANTIBUS OPTIMIS PIETATIS FILIALIS MP A. MDCCXLV", що в перекладі означає: «Тут зберігаються серця Адама та його дружини Елеонори, князів зі Шварценбергу й герцогів крумловських. Йозеф наказав виготовити в 1745 році зі синівської любові найкращим батькам». Над плитою знаходиться спільний герб шварценберзький і лобковицький. Ця надземна гробниця з художньої точки зору сприймалась як вівтар. Вміст «сердечної гробниці» відомий з акварелів князівського інженера Йозефа Лангвайла, який намалював її в 1834 році. Схожу гробницю сердець (нім. Herzgruft) мали й Габсбурги в Августиніанському костелу (Відень).

## Обладнання й оздоба інтер'єру
З елементів оздоби найбільш цікаві:
- готична фреска святе Катерини на стіні північної емпори
- цінні фігуральні фрески на північній стіні бічного нефу (після 1430): Розп'яття з дівою Марією і святим Іоанном, свята Вероніка, Єлизавета з жебраком, Марія Магдалена, Катерина, святі з донаторкою, святий Варфоломій з донатором
- на південній стіні фрески-ілюстрації легенди про святого Віта (1781)
- цінний вівтар з доби раннього барока (1673—1683) з вівтарними іконами коронації діви Марії та святого Віта
- рококовий бічний вівтар святого Павла (1773)
- інші новоготичні вівтарі (1897—1898)
- рококова кафедра (1864)
- цінні пам'ятники, надгробки й епітафії з доби відродження